# Мій шпигун
«Мій шпигун» (англ. My Spy) — американський комедійний бойовик 2020 року режисера Пітера Сігала, знятий за сценарієм Джона та Еріха Гоберів. Фільм розповідає про агента ЦРУ (Дейв Батиста), якому довелось доглядати за юною дівчиною (Хлої Коулман) після того, як йому призначили захистити її сім'ю.
Фільм планується випустити 10 січня 2020 року компанією STX Entertainment.

## Сюжет
ДжейДжей - колишній солдат спецназу США, якого нещодавно прийняли на посаду оперативного працівника ЦРУ. Однак відсутність тонкості ДжейДжея призводить до провалу його першої великої місії: припинення незаконної торгівлі плутонієм між російською мафією та Хасаном, терористом на Близькому Сході. Незважаючи на це, його бос Девід Кім доручає йому та технічному оператору Боббі, для якої ДжейДжей є авторитетом, стежити за родиною Віктора Маркеса, французького незаконного торговця зброєю. Він отримав плани будівництва мініатюризованої ядерної бомби, яку планує продати Хасану. Віктор передав ці плани своєму братові Девіду, який зберігав їх, поки не був вбитий своїм братом. Кім підозрює, що ці плани можуть бути у американської дружини Девіда Кейт та їх 9-річної доньки Софі, які переїхали з Франції назад у Вікер-Парк, Чикаго, після смерті Девіда.
ДжейДжей і Боббі переїжджають до будівлі, де мешкають Кейт і Софі, і встановлюють спостереження. Однак Софі незабаром знаходить одну з прихованих камер, відстежує сигнал і натрапляє на операційний пост. Зіткнувшись з ДжейДжеєм і Боббі, вона шантажує його з метою того, щоб він складав їй компанію, поки вона намагається вписатися в життя американської дитини і завести нових друзів у своїй школі. Незважаючи на соціальну незграбність ДжейДжея, вони поволі знаходять спільну мову, і він також знайомиться з мамою Софі Кейт та її сусідами Карлосом і Тоддом. Софі просить ДжейДжея навчити її основам шпигунської справи та зближує його зі своєю матір’ю.
Однак Кім врешті-решт дізнається про особисту причетність ДжейДжея до його цілей і звільняє його разом з Боббі з місії. ДжейДжей розкриває своє доручення Кейт, яка відкидає його. У той же час Віктор протидіє нагляду ЦРУ і примушує свого адвоката Колла розкрити, де Девід міг приховати плани. Підробивши власну смерть, він їде до Чикаго, стикається з Кейт, ДжейДжеєм і Софі, і отримує плани. Карлос і Тодд втручаються, виявляючи себе незалежними торговцями зброєю, які також дотримуються планів. Невміла спроба Боббі допомогти призвела до того, що Віктор забирає плани, а Софі стала його заручницею.
ДжейДжей і Кейт переслідують Віктора до аеродрому в Непервіллі, де ДжейДжей садить літак, на якому тікав Віктор, і починає з ним кулачний бій. У своїй спробі врятуватися Софі випадково приводить літак в рух, залишаючи його висіти на краю скелі. Віктор змушує Софі віддати плани. Перш ніж він зможе їх застрілити, Кейт кидає його на паркан, і ДжейДжей відштовхує літак від скелі, відсилаючи Віктора на смерть. Після того як Кім відновив ДжейДжея за його успіх, він отримав постійне призначення в Чикаго, куди переїжджає до Кейт і Софі.

## У ролях
| Актор             | Роль     |
| ----------------- | -------- |
| Дейв Батиста      | ДжейДжей |
| Хлоя Коулман      | Софі     |
| Крістен Шаал      | Боббі    |
| Кен Джонг         | Кім      |
| Паріса Фітц-Генлі | Кейт     |
| Девер Роджерс     | Карлос   |
| Ґреґ Брик         | Маркес   |
| Ноа Денбі         | Тодд     |
| Алі Хассан        | Азар     |

## Виробництво

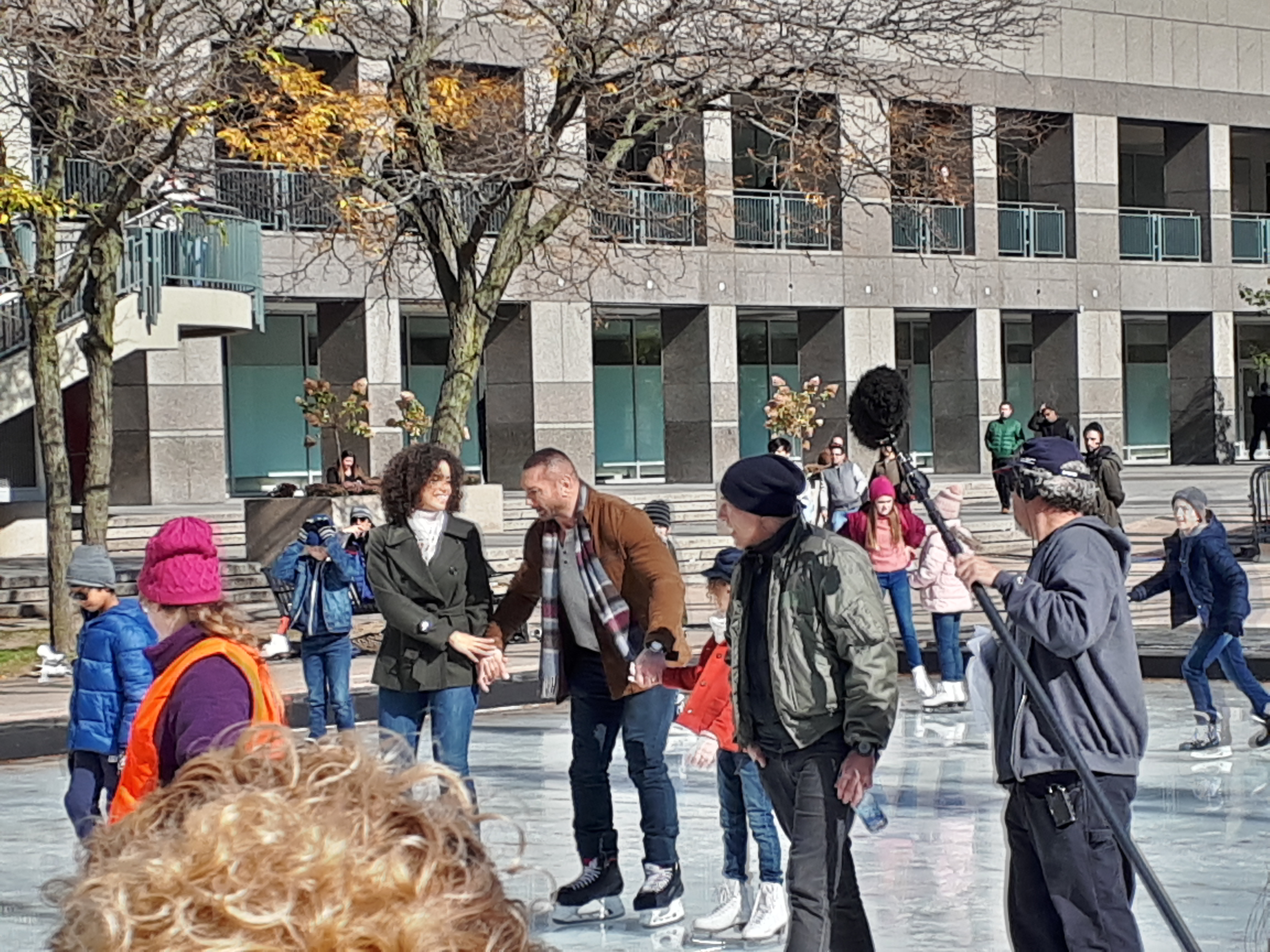
Зйомка на площі Мела Ластмена в жовтні 2018 року.

5 жовтня 2017 року повідомлялося, що STX Entertainment уклала угоду щодо розробки тодішньої без назви франшизи комедійного бойовика з участю Дейва Батисти. Батиста також повинен був зайнятися продюсуванням фільму разом з Джонатаном Мейснером, а Дрю Саймон курувати проект студії.
30 липня 2018 року було оголошено, що першим фільмом у запланованій серії, який отримав назву «Мій шпигун», буде режисер Пітер Сігал, сценаристами — Джон й Еріх Гобери. У жовтні 2018 року було оголошено, що Кен Джонг, Паріса Фітц-Генлі, Хлоя Коулман та Крістен Шаал приєдналися до акторського складу фільму. Потім оголосили, що Сігал, Кріс Бендер, Джейк Вайнер і Гігі Прітцкер будуть продюсерами, Гобери, Майкл Флінн, Рейчел Шейн й Адріан Альперович — виконавчими продюсерами, Стейсі Калабрес — копродюсер. Крім того, повідомлялося, що MWM Studios приєдналася до фільму як додаткова виробнича компанія.
Основні зйомки стрічки тривали з 15 жовтня до 30 листопада 2018 року та проходили в Торонто, Онтаріо, Канада.

## Випуск
Спочатку світовий реліз фільму був запланований на 23 серпня 2019 року, але його зняли з графіка випуску STX Entertainment у липні 2019 року. Його планують випустити 10 січня 2020 року.